# جائزة بوشكاش

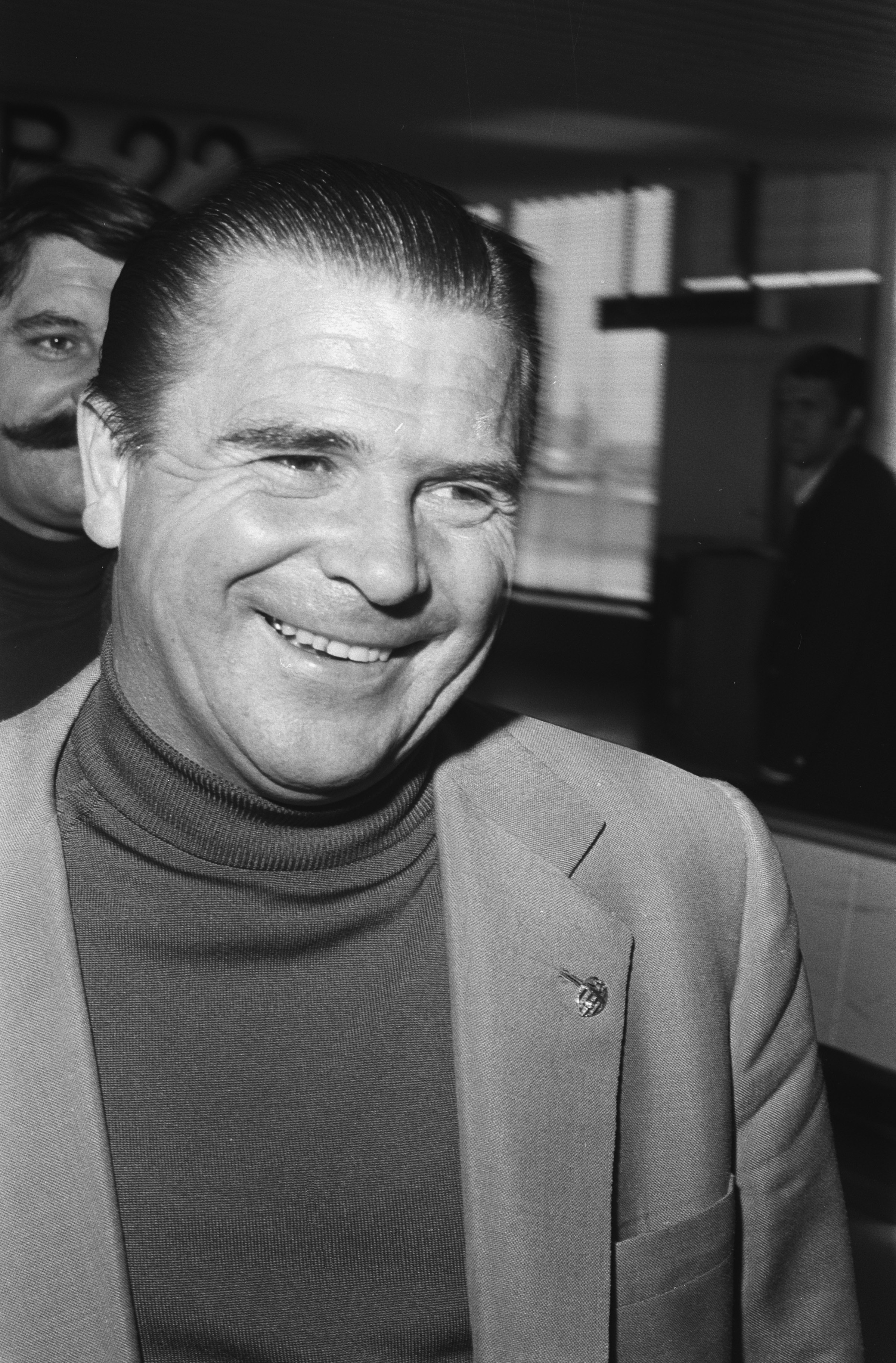
فيرينتس بوشكاش اللاعب الذي سميت الجائزة باسمه.

جائزة بوشكاش لأفضل هدف (بالإنجليزية: FIFA Puskás Award) هي جائزة تم استحداثها من قبل الاتحاد الدولي لكرة القدم (الفيفا) بطلب من رئيس الفيفا جوزيف بلاتر، في عام 2009. وتمنح لأصحاب أجمل الأهداف خلال العام الكروي من اللاعبين الذكور والإناث. ومنذ 2016 دخلت الجائزة ضمن جوائز الفيفا للأفضل كرويا (The Best).
سميت الجائزة باسم اللاعب الهنغاري فيرينك بوشكاش للجائزة تكريمًا لمسيرته الكروية الرائعة. حيث لعب فيرينك بوشكاش لنادي ريال مدريد في فترة الخمسينات وستينات القرن الماضي. وكان جزءًا من الحقبة الذهبية لمنتخب هنغاريا لكرة القدم. حيث سجل رقمًا قياسيًا عالميًا يتسجيله 84 هدفًا في 85 مباراة دولية. وهو واحد من قائمة هدافي القرن العشرين برصيد 512 هدفًا في 528 مباراة.
يذكر أن البرتغالي كريستيانو رونالدو هو الفائز بالنسخة الأولى من الجائزة في عام 2009، بعدما أختير هدفه على نادي بورتو في مسابقة دوري أبطال أوروبا كأفضل هدف بعدما تحصل على 17.68 من الأصوات.

## قائمة الفائزين والمرشحين
قائمة المرشحين والفائزين بالجائزة منذ انطلاقتها في عام 2009.

### 2009

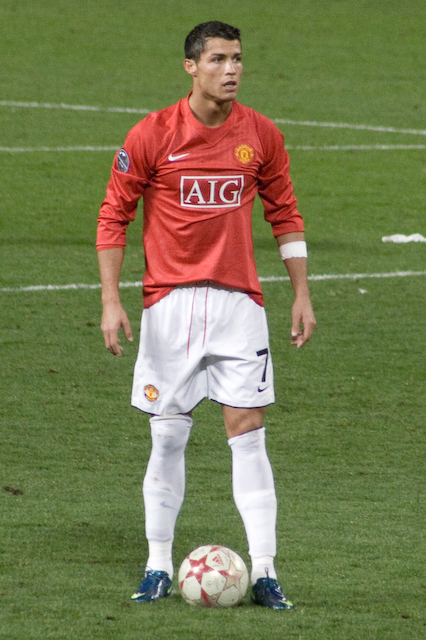
كريستيانو رونالدو الفائز بالجائزة الافتتاحية في عام 2009.

| الترتيب | اللاعب            | الفريق            | الخصم          | الهدف | المسابقة                          | النسبة |
| ------- | ----------------- | ----------------- | -------------- | ----- | --------------------------------- | ------ |
| الأول   | كريستيانو رونالدو | مانشستر يونايتد   | بورتو          | 1–0   | دوري أبطال أوروبا 2008–09         | 17.68% |
| الثاني  | أندريس إنييستا    | برشلونة           | تشيلسي         | 1–1   | دوري أبطال أوروبا 2008–09         | 15.64% |
| الثالث  | غرافيتي           | نادي فولفسبورغ    | بايرن ميونخ    | 5–1   | الدوري الألماني 2008–09           | 13.39% |
| الرابع  | اليران عطار       | بني يهودا تل أبيب | مكابي نتانيا   | 1–1   | الدوري الإسرائيلي الممتاز 2008–09 | 13.36% |
| الخامس  | فرناندو توريس     | ليفربول           | بلاكبيرن روفرز | 4–0   | الدوري الإنجليزي الممتاز 2008–09  | 9.44%  |
| السادس  | نيلمار            | إنترناسيونال      | كورينثيانز     | 1–0   | الدوري البرازيلي 2009             | 8.71%  |
| السابع  | مايكل إيسيان      | تشيلسي            | برشلونة        | 1–1   | دوري أبطال أوروبا 2008–09         | 7.89%  |
| الثامن  | لويس أنخيل لاندين | كروز آزول         | موريليا        | 1–1   | الدوري المكسيكي الممتاز 2009      | 7.30%  |
| التاسع  | إيمانويل أديبايور | أرسنال            | فياريال        | 1–1   | دوري أبطال أوروبا 2008–09         | 4.04%  |
| العاشر  | كاتليغو مفيلا     | جنوب إفريقيا      | إسبانيا        | 2–2   | كأس القارات 2009                  | 2.59%  |

### 2010
| الترتيب  | اللاعب                 | الفريق       | الخصم          | الهدف | المسابقة                              | النسبة  |
| -------- | ---------------------- | ------------ | -------------- | ----- | ------------------------------------- | ------- |
| الأول    | حميد ألتينتوب          | تركيا        | كازاخستان      | 2–0   | تصفيات بطولة أمم أوروبا 2012          | %40.55  |
| الثاني   | لينوس هالينيوس         | نادي هاماربي | نادي سريانسكا  | 2–0   | الدوري السويدي الممتاز 2010           | %13.23  |
| الثالث   | جيوفاني فان برونكهورست | هولندا       | بورتاداون      | 1–0   | دوري أيرلندا الشمالية الممتاز 2010–11 | %10.61  |
| المرشحين | ماتي بوروز             | غلينتوران    | الأوروغواي     | 1–0   | كأس العالم 2010                       | لم تعلن |
| المرشحين | ليونيل ميسي            | برشلونة      | فالنسيا        | 3–0   | الدوري الإسباني 2009–10               | لم تعلن |
| المرشحين | سمير نصري              | أرسنال       | بورتو          | 3–0   | دوري أبطال أوروبا 2009–10             | لم تعلن |
| المرشحين | نيمار                  | سانتوس       | سانتو اندريه   | 2–1   | بطولة باوليستا 2010                   | لم تعلن |
| المرشحين | آريين روبن             | بايرن ميونخ  | شالكه 04       | 1–0   | كأس ألمانيا 2009–10                   | لم تعلن |
| المرشحين | سيفيوي تشابالالا       | جنوب إفريقيا | المكسيك        | 1–1   | كأس العالم 2010                       | لم تعلن |
| المرشحين | كومي يوكوياما          | اليابان      | كوريا الشمالية | 2–1   | كأس العالم للسيدات تحت 17 سنة 2010    | لم تعلن |

### 2011
| الترتيب  | اللاعب                 | الفريق           | الخصم            | الهدف | المسابقة                              | النسبة  |
| -------- | ---------------------- | ---------------- | ---------------- | ----- | ------------------------------------- | ------- |
| الأول    | نيمار                  | سانتوس           | فلامينغو         | 3–0   | الدوري البرازيلي 2011                 | لم تعلن |
| المرشحين | بنجامين دي كيولير      | لوكيرين          | كلوب بروج        | 1–2   | الدوري البلجيكي الممتاز 2010–11       | لم تعلن |
| المرشحين | جيوفاني دوس سانتوس     | المكسيك          | الولايات المتحدة | 4–2   | الكأس الذهبي للكونكاكاف 2011          | لم تعلن |
| المرشحين | خوليو غوميز غونزاليس   | المكسيك          | ألمانيا          | 3–2   | كأس العالم تحت 17 سنة 2011            | لم تعلن |
| المرشحين | زلاتان إبراهيموفيتش    | ميلان            | ليتشي            | 1–0   | الدوري الإيطالي 2010–11               | لم تعلن |
| المرشحين | ليساندرو إيزيكيل لوبيز | أرسنال ساراندي   | أوليمبو          | 2–2   | دوري الدرجة الأولى الأرجنتيني 2010–11 | لم تعلن |
| المرشحين | ليونيل ميسي            | برشلونة          | آرسنال           | 1–0   | دوري أبطال أوروبا 2010–11             | لم تعلن |
| المرشحين | هيثر أورايلي           | الولايات المتحدة | كولومبيا         | 1–0   | كأس العالم لكرة القدم للسيدات 2011    | لم تعلن |
| المرشحين | واين روني              | مانشستر يونايتد  | مانشستر سيتي     | 2–1   | الدوري الإنجليزي الممتاز 2010–11      | لم تعلن |
| المرشحين | ديان ستانكوفيتش        | إنتر ميلان       | شالكه            | 1–0   | دوري أبطال أوروبا 2010–11             | لم تعلن |

### 2012
| الترتيب  | اللاعب                | الفريق           | الخصم          | الهدف | المسابقة                           | النسبة  |
| -------- | --------------------- | ---------------- | -------------- | ----- | ---------------------------------- | ------- |
| الأول    | ميروسلاف ستوتش        | فنربخشة          | غنتشليربيرليغي | 1–0   | الدوري التركي الممتاز 2011–12      | 78%     |
| الثاني   | راداميل فالكاو        | أتلتيكو مدريد    | أمريكا دي كالي | 1–0   | مباراة ودية                        | 15%     |
| الثالث   | نيمار                 | سانتوس           | إنترناسيونال   | 3–1   | كوبا ليبرتادوريس 2012              | 7%      |
| المرشحين | إيمانويل أغيمانغ بادو | غانا             | غينيا          | 1–0   | كأس الأمم الأفريقية 2012           | لم تعلن |
| المرشحين | حاتم بن عرفة          | نيوكاسل يونايتد  | بلاكبيرن روفرز | 1–1   | كأس الاتحاد الإنجليزي 2011–12      | لم تعلن |
| المرشحين | إريك هاسلي            | فانكوفر وايتكابس | تورونتو        | 1–1   | البطولة الكندية 2012               | لم تعلن |
| المرشحين | أوليفيا جيمينيز       | المكسيك          | سويسرا         | 2–0   | كأس العالم للسيدات تحت 20 سنة 2012 | لم تعلن |
| المرشحين | غاستون ميلا           | ناسيونال بوتوسي  | ذي سترونغيست   | 2–2   | الدرجة الأولى البوليفية 2011–12    | لم تعلن |
| المرشحين | ليونيل ميسي           | الأرجنتين        | البرازيل       | 4–3   | مباراة ودية                        | لم تعلن |
| المرشحين | موسى سو               | فنربخشة          | غلطة سراي      | 1–0   | الدوري التركي الممتاز 2011–12      | لم تعلن |

### 2013

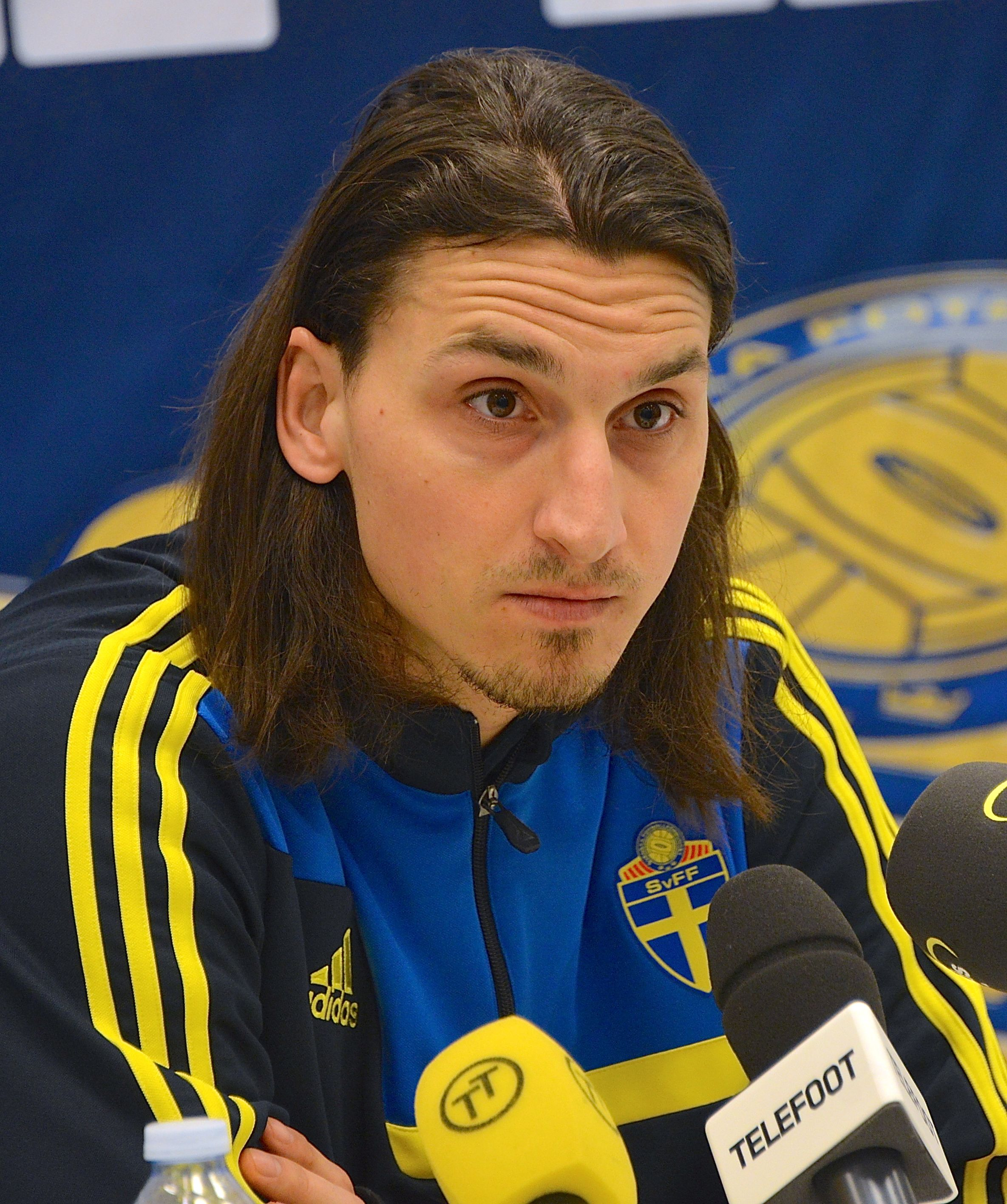
نجح زلاتان إبراهيموفيتش في الركلة الهوائية التي كانت على بعد 35 ياردة وظهره إلى المرمى، في ثناء اللاعبين والنقاد، حيث وصفته بي بي سي الهدف بأنه "الجمع بين الخيال الذي المبهم وبراعة الخبراء".

وتشمل القائمة التالية المرشحين لجائزة عام 2013. كان التصويت متاحاً من خلال موقع FIFA.com حتى 9 ديسمبر 2013، بعد جولة التصويت الثانية تم أختيار ثلاث أهداف من الجولة الأولى. تم تقديم الجائزة إلى صاحب الهدف الفائز من الجولة الثانية في 13 يناير 2014.
| الترتيب  | اللاعب               | الفريق   | الخصم        | الهدف | المسابقة                                   | النسبة  |
| -------- | -------------------- | -------- | ------------ | ----- | ------------------------------------------ | ------- |
| الأول    | زلاتان إبراهيموفيتش  | السويد   | إنجلترا      | 4–2   | ودية                                       | 48.7%   |
| الثاني   | نيمانيا ماتيتش       | بنفيكا   | بورتو        | 1–1   | الدوري البرتغالي الممتاز 2012–13           | 30.8%   |
| الثالث   | نيمار                | البرازيل | اليابان      | 1–0   | كأس القارات 2013                           | 20.5%   |
| المرشحين | بيتر أنكيرسين        | إيسبيرغ  | آرهوس        | 5–1   | دوري السوبر الدنماركي 2012–13              | لم تعلن |
| المرشحين | لويزا نسيب           | ليون     | سانت إتيان   | 5–0   | دوري الدرجة الأولى الفرنسي للسيدات 2012–13 | لم تعلن |
| المرشحين | ليزا دي فانا         | سكاي بلو | بوسطن بريكرز | 5–1   | الدوري الوطني لكرة القدم للسيدات 2013      | لم تعلن |
| المرشحين | أنتونيو دي ناتالي    | أودينيزي | كييفو فيرونا | 3–1   | الدوري الإيطالي 2012–13                    | لم تعلن |
| المرشحين | باناجيتوس كونيه      | بولونيا  | نابولي       | 2–3   | الدوري الإيطالي 2012–13                    | لم تعلن |
| المرشحين | دانييل لودوينا       | باتشوكا  | تايجرز أونال | 2–1   | الدوري المكسيكي الممتاز 2013               | لم تعلن |
| المرشحين | خوان مانويل أوليفيرا | ناوتيكو  | سبورت ريسيفه | 2–0   | كوبا سود أمريكانا 2013                     | لم تعلن |

### 2014

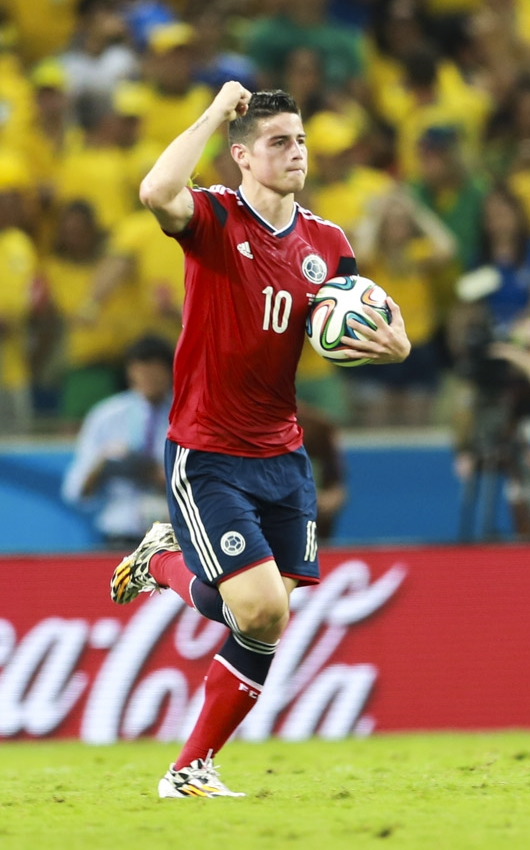
وصف مدرب الأوروغواي أوسكار تاباريز تسديدة جيمس رودريغيز بأنها «أحد أعظم الأهداف التي شهدها كأس العالم على الإطلاق»، والذي وصف رودريغيز أيضًا بأنه «أفضل لاعب في كأس العالم».

أعلن الفيفا قائمة العشر المرشحين في 12 نوفمبر 2014.
| الترتيب             | اللاعب           | الفريق           | الخصم         | الهدف                            | المسابقة                                    | النسبة  |
| ------------------- | ---------------- | ---------------- | ------------- | -------------------------------- | ------------------------------------------- | ------- |
|                     | خاميس رودريغيز   | كولومبيا         | الأوروغواي    | 1–0                              | كأس العالم 2014                             | 42%     |
|                     | ستيفاني روش      | بيمونت يونايتد   | إكسفورد يوثيس | 2–0                              | الدوري الأيرلندي لكرة القدم للسيدات 2013–14 | 33%     |
|                     | فان بيرسي        | هولندا           | إسبانيا       | 1–1                              | كأس العالم 2014                             | 11%     |
|                     | تيم كاهيل        | أستراليا         | هولندا        | 1–1                              | كأس العالم 2014                             | لم تعلن |
| دييغو كوستا         | أتلتيكو مدريد    | خيتافي           | 5–0           | الدوري الإسباني 2013–14          |                                             | لم تعلن |
| ماركو فابيان        | كروز آزول        | بويبلا           | 1–0           | الدوري المكسيكي الممتاز 2014     |                                             | لم تعلن |
| زلاتان إبراهيموفيتش | باريس سان جيرمان | باستيا           | 1–0           | الدوري الفرنسي 2013–14           |                                             | لم تعلن |
| باجتيم قسامي        | فولهام           | كريستال بالاس    | 1–1           | الدوري الإنجليزي الممتاز 2013–14 |                                             | لم تعلن |
| كاميلو سانفيزو      | فانكوفر وايتكابس | بورتلاند تمبرز   | 2–2           | الدوري الأمريكي 2013             |                                             | لم تعلن |
| هيساتو ساتو         | سانفريس هيروشيما | كاواساكي فرونتال | 2–1           | الدوري الياباني 2014             |                                             | لم تعلن |

### 2015
أعلن الفيفا قائمة العشر المرشحين في 12 نوفمبر 2015.
|          |                    |                  |                     |     |                                        | النسبة  |
| -------- | ------------------ | ---------------- | ------------------- | --- | -------------------------------------- | ------- |
| الأول    | ويندل ليرا         | غوانيسيا         | أتلتيكو غويانيينسي  | 1–0 | بطولة جويانو 2015                      | 46.7%   |
| الثاني   | ليونيل ميسي        | برشلونة          | أتلتيك بيلباو       | 1–0 | كأس ملك إسبانيا 2014–15                | 33.3%   |
| الثالث   | أليساندرو فلورينزي | روما             | برشلونة             | 1–1 | دوري أبطال أوروبا 2015–16              | 7.1%    |
| المرشحين | ديفيد بول          | فليتوود تاون     | بريستون نورث ايند   | 2–2 | الدوري الإنجليزي الدرجة الأولى 2014–15 | لم تعلن |
| المرشحين | تشوري كاسترو       | ريال سوسيداد     | ديبورتيفو لاكورونيا | 2–1 | الدوري الإسباني 2014–15                | لم تعلن |
| المرشحين | كارلي لويد         | الولايات المتحدة | اليابان             | 4–0 | كأس العالم للسيدات 2015                | لم تعلن |
| المرشحين | فيليب مكسيس        | ميلان            | إنتر ميلان          | 1–0 | الكأس الدولية للأبطال 2015             | لم تعلن |
| المرشحين | مارسيل نيدينغ      | بادربورن         | بولتون واندررز      | 3–1 | مباراة ودية                            | لم تعلن |
| المرشحين | إستيبان راميريز    | هيريديانو        | سابريسا             | 3–1 | الدوري الكوستاريكي 2014                | لم تعلن |
| المرشحين | كارلوس تيفيز       | يوفنتوس          | بارما               | 4–0 | الدوري الإيطالي 2014–15                | لم تعلن |

### 2016
أعلن الفيفا قائمة العشر المرشحين في 21 نوفمبر 2016.
| الترتيب  | اللاعب            | الفريق        | الخصم            | الهدف | المسابقة                                      | النسبة  |
| -------- | ----------------- | ------------- | ---------------- | ----- | --------------------------------------------- | ------- |
| الأول    | موهد فايز سوبري   | بينانغ        | باهانج           | 4–1   | دوري السوبر الماليزي 2016                     | 59.46%  |
| الثاني   | مارلون            | كورينثيانز    | كوبريسال         | 3–0   | كوبا ليبرتادوريس 2016                         | 22.86%  |
| الثالث   | دانيوسكا رودريغيز | فانزويلا      | باراغواي         | 1–0   | بطولة أمريكا الجنوبية تحت 17 سنة للسيدات 2016 | 10.01%  |
| المرشحين | ماريو غاسبار      | إسبانيا       | إنجلترا          | 1–0   | مباراة ودية                                   | لم تعلن |
| المرشحين | هلومفو كيكانا     | جنوب إفريقيا  | الكاميرون        | 2–1   | تصفيات كأس أفريقيا 2017                       | لم تعلن |
| المرشحين | ليونيل ميسي       | الأرجنتين     | الولايات المتحدة | 2–0   | كوبا أمريكا المئوية                           | لم تعلن |
| المرشحين | نيمار             | برشلونة       | فياريال          | 3–0   | الدوري الإسباني 2015–16                       | لم تعلن |
| المرشحين | ساؤول نيغيز       | أتلتيكو مدريد | بايرن ميونخ      | 1–0   | دوري أبطال أوروبا 2015–16                     | لم تعلن |
| المرشحين | هال روبسون–كانو   | ويلز          | بلجيكا           | 2–1   | يورو 2016                                     | لم تعلن |
| المرشحين | سيمون سكراب       | أتفدابيرجس    | غيفلي            | 1–0   | الدوري السويدي الممتاز 2015                   | لم تعلن |

### 2017

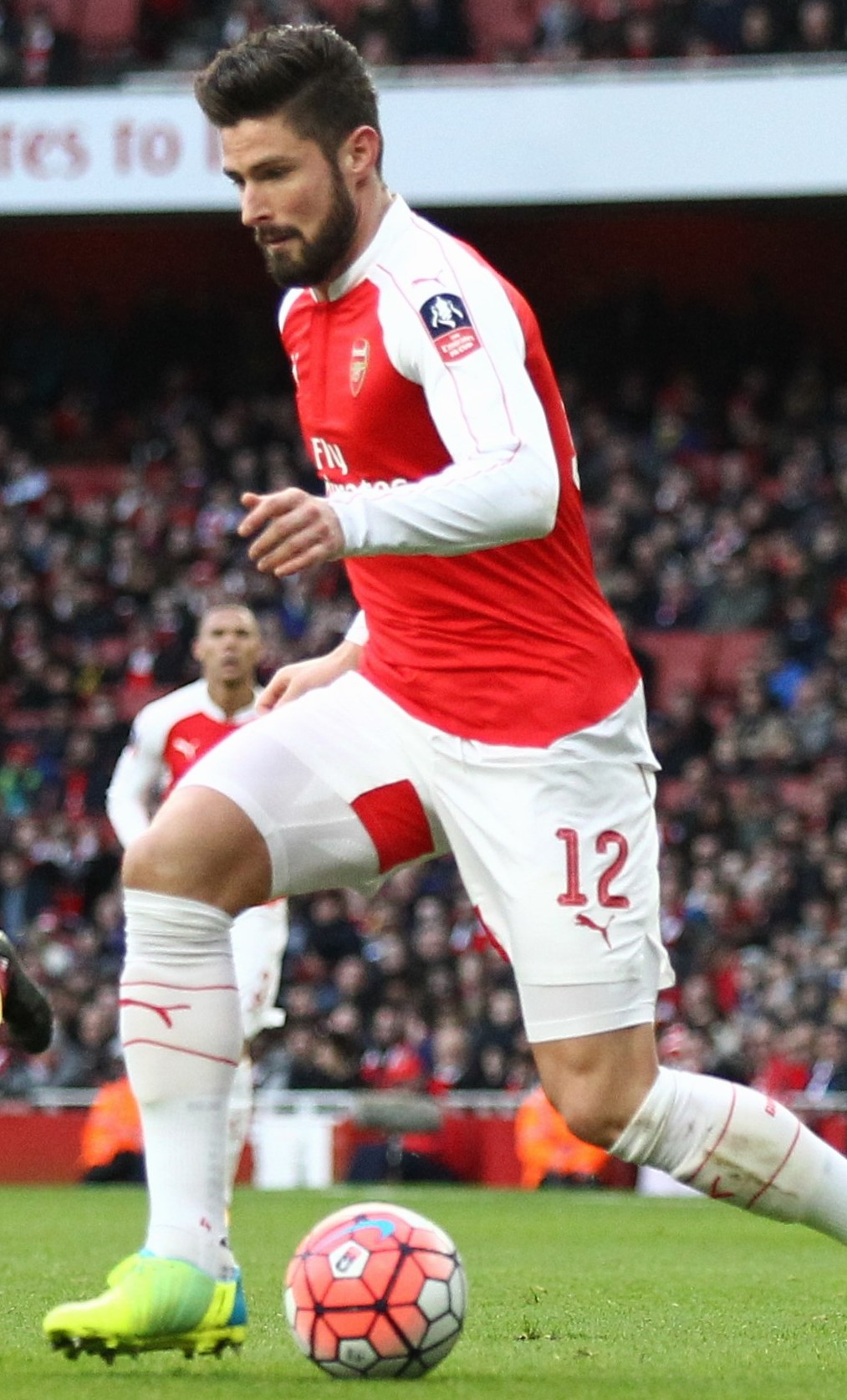
وصف أرسين فينغر، مدرب أرسنال آنذاك، تسديدة «ركلة العقرب» التي نفذها أوليفيه جيرو بأنها واحدة من أفضل خمسة أهداف في فترته مع أرسنال.

أعلن الفيفا قائمة العشر المرشحين في 22 سبتمبر 2017.
| الترتيب  | اللاعب             | الفريق           | الخصم            | الهدف | المسابقة                                     | النسبة[بحاجة لمصدر] |
| -------- | ------------------ | ---------------- | ---------------- | ----- | -------------------------------------------- | ------------------- |
| الأول    | أوليفيه جيرو       | أرسنال           | كريستال بالاس    | 1–0   | الدوري الإنجليزي الممتاز 2016–17             | 36.17%              |
| الثاني   | أوسكارين ماسولوك   | باروكا           | أورلاندو بيراتس  | 1–1   | دوري جنوب أفريقيا الممتاز لكرة القدم 2016–17 | 27.48%              |
| الثالث   | دينا كاستيانوس     | فنزويلا          | الكاميرون        | 2–1   | كأس العالم للسيدات تحت 17 سنة 2016           | 20.47%              |
| المرشحين | كيفن برينس بواتينغ | لاس بالماس       | فياريال          | 1–0   | الدوري الإسباني 2016–17                      | لم تعلن             |
| المرشحين | أليخاندرو كامارغو  | جامعة كونسيبسيون | أوهيجينس         | 3–1   | الدوري التشيلي 2016                          | لم تعلن             |
| المرشحين | موسى ديملبي        | سلتيك            | سانت جونستون     | 5–2   | الدوري الاسكتلندي الممتاز 2016–17            | لم تعلن             |
| المرشحين | أفيلس هورتادو      | تيخوانا          | أطلس             | 1–1   | الدوري المكسيكي الممتاز 2017                 | لم تعلن             |
| المرشحين | ماريو ماندجوكيتش   | يوفنتوس          | ريال مدريد       | 1–1   | دوري أبطال أوروبا 2016–17                    | لم تعلن             |
| المرشحين | نيمانيا ماتيتش     | تشيلسي           | توتنهام هوتسبير  | 4–2   | كأس الاتحاد الإنجليزي 2016–17                | لم تعلن             |
| المرشحين | جوردي مبولة        | برشلونة          | بوروسيا دورتموند | 4–1   | الدوري الأوروبي للشباب 2016–17               | لم تعلن             |

### 2018

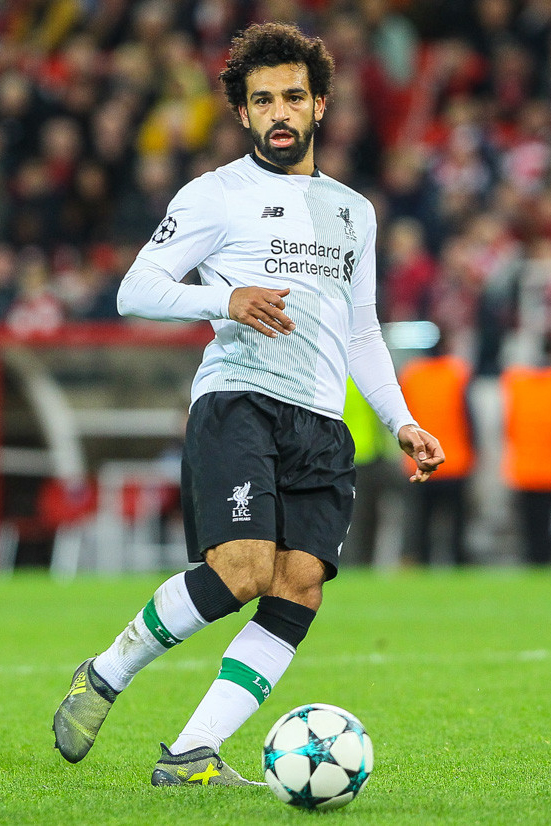
حصل محمد صلاح على جائزة بوشكاش 2018 عن هدفه ضد إيفرتون في ديربي الميرسيسايد.

أعلن الفيفا قائمة العشر المرشحين في 3 سبتمبر 2018.
| الترتيب  | اللاعب                  | الفريق              | الخصم         | الهدف | المسابقة                         | النسبة  |
| -------- | ----------------------- | ------------------- | ------------- | ----- | -------------------------------- | ------- |
| الأول    | محمد صلاح               | ليفربول             | إيفرتون       | 1–0   | الدوري الإنجليزي الممتاز 2017–18 | 38%     |
| الثاني   | كريستيانو رونالدو       | ريال مدريد          | يوفنتوس       | 2–0   | دوري أبطال أوروبا 2017–18        | 22%     |
| الثالث   | جيورجيان دي أراسكايتا   | كروزيرو             | أمريكا مينيرو | 1–0   | بطولة مينيرو 2018                | 17%     |
| المرشحين | غاريث بيل               | ريال مدريد          | ليفربول       | 2–1   | دوري أبطال أوروبا 2017–18        | لم تعلن |
| المرشحين | دينيس تشيريشيف          | روسيا               | كرواتيا       | 1–0   | كأس العالم 2018                  | لم تعلن |
| المرشحين | لازاروس كريستودولوبولوس | أيك أثينا           | أولمبياكوس    | 2–2   | الدوري اليوناني 2017–18          | لم تعلن |
| المرشحين | ريلي مكجري              | نيوكاسل يونايتد جتس | ملبورن سيتي   | 1–1   | الدوري الأسترالي 2017–18         | لم تعلن |
| المرشحين | ليونيل ميسي             | الأرجنتين           | نيجيريا       | 1–0   | كأس العالم 2018                  | لم تعلن |
| المرشحين | بنجامين بافار           | فرنسا               | الأرجنتين     | 2–2   | كأس العالم 2018                  | لم تعلن |
| المرشحين | ريكاردو كواريسما        | البرتغال            | إيران         | 1–0   | كأس العالم 2018                  | لم تعلن |

### 2019
أعلن الفيفا عن قائمة العشر مرشحين في 19 أغسطس 2019.
| الترتيب  | اللاعب               | الفريق            | الخصم               | الهدف | المسابقة                               |
| -------- | -------------------- | ----------------- | ------------------- | ----- | -------------------------------------- |
| الأول    | دانييل زسوري         | دبرتسني           | فيرينتسفاروشي       | 2–1   | البطولة الوطنية المجرية 2018–19        |
| الثاني   | ليونيل ميسي          | برشلونة           | ريال بيتيس          | 4–1   | الدوري الإسباني 2018–19                |
| الثالث   | خوان فرناندو كينتيرو | ريفر بليت         | راسينغ              | 1–0   | دوري الدرجة الأولى الأرجنتيني 2018–19  |
| المرشحين | ماتيوس كونها         | آر بي لايبزيغ     | باير ليفركوزن       | 4–2   | الدوري الألماني 2018–19                |
| المرشحين | زلاتان إبراهيموفيتش  | لوس أنجلوس غلاكسي | تورينو              | 1–3   | الدوري الأمريكي لكرة القدم 2018        |
| المرشحين | اجارا نشوت           | الكاميرون         | نيوزيلندا           | 2–1   | كأس العالم للسيدات 2019                |
| المرشحين | فابيو كوالياريلا     | سامبدوريا         | نابولي              | 3–0   | الدوري الإيطالي 2018–19                |
| المرشحين | إيمي رودريغز         | يوتا رويالز       | سكاي بلو            | 1–0   | الدوري الوطني لكرة القدم للسيدات 2019  |
| المرشحين | بيلي سيمبسون         | كليفتونفيل        | سيون سويفتس للسيدات | 1–2   | بطولة أيرلندا الشمالية الممتاز للسيدات |
| المرشحين | أندروس تاونسيند      | كريستال بالاس     | مانشستر سيتي        | 2–1   | الدوري الإنجليزي الممتاز 2018–19       |

### 2020
أعلن الفيفا عن قائمة الاحدى عشر مرشحًا في 25 نوفمبر 2020.
| الترتيب | اللاعب                | الفريق               | الخصم                   | الهدف | المسابقة                                       |
| ------- | --------------------- | -------------------- | ----------------------- | ----- | ---------------------------------------------- |
| الأول   | سون هيونغ مين         | توتنهام هوتسبير      | بيرنلي                  | 5–0   | الدوري الإنجليزي الممتاز 2019–20               |
| الثاني  | جيورجيان دي أراسكايتا | فلامنغو              | سيارا                   | 3–0   | الدوري البرازيلي 2019                          |
| الثالث  | لويس سواريز           | برشلونة              | مايوركا                 | 5–2   | الدوري الإسباني 2019–20                        |
|         | شيرلي كروز            | كوستاريكا            | بنما                    | 3–1   | تصفيات بطولة الكونكاكاف الأولمبية للسيدات 2020 |
|         | جوردن فلوريس          | دوندالك              | شامروك روفرز            | 1–1   | الدوري الأيرلندي الممتاز 2020                  |
|         | أندريه بيير جينياك    | أونال                | أونيفرسيداد ناسيونال    | 3–0   | الدوري المكسيكي 2020                           |
|         | صوفي إنجلي            | تشيلسي للسيدات       | أرسنال                  | 3–0   | كأس الاتحاد الإنجليزي للسيدات 2019–20          |
|         | زلاتكو يونوزوفيتش     | ريد بول سالزبورغ     | رابيد فيينا             | 6–1   | الدوري النمساوي الممتاز 2019–20                |
|         | هلومفو كيكانا         | ماميلودي صن داونز    | كيب تاون سيتي           | 1–0   | دوري جنوب أفريقيا 2019–20                      |
|         | ليونيل كوينونيز       | ماكارا               | كاتوليكا ديل إكوادور    | 1–0   | الدوري الإكوادوري 2019                         |
|         | كارولين وير           | مانشستر سيتي للسيدات | مانشستر يونايتد للسيدات | 1–0   | كأس الاتحاد الإنجليزي للسيدات 2019–20          |

### 2021

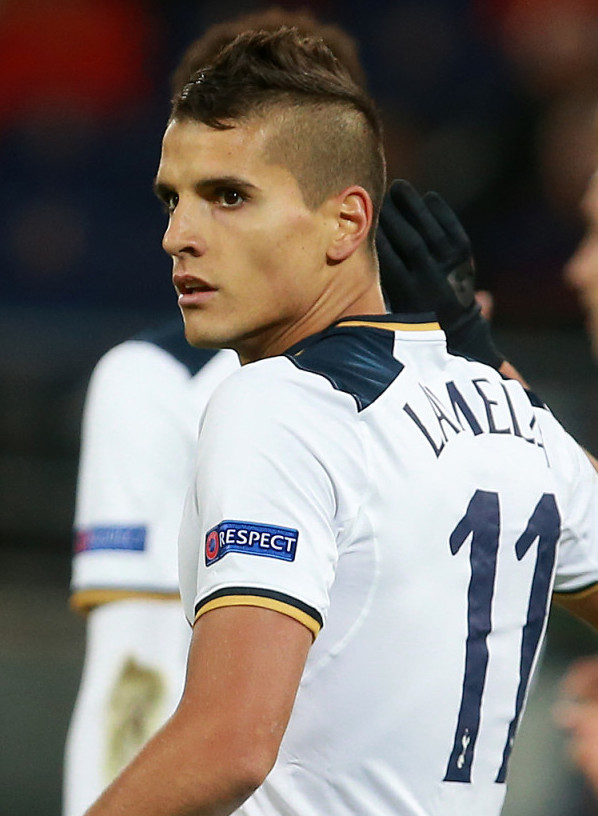
كان إريك لاميلا ثاني لاعب لتوتنهام هوتسبير يفوز بالجائرة تواليًا.

| الترتيب  | اللاعب            | الفريق               | الخصم                       | الهدف | المسابقة                              |
| -------- | ----------------- | -------------------- | --------------------------- | ----- | ------------------------------------- |
| الأول    | إريك لاميلا       | توتنهام هوتسبير      | أرسنال                      | 1–2   | الدوري الإنجليزي الممتاز 2020–21      |
| الثاني   | مهدي طارمي        | بورتو                | تشيلسي                      | 1–0   | دوري أبطال أوروبا 2020–21             |
| الثالث   | باتريك شيك        | جمهورية التشيك       | إسكتلندا                    | 2–0   | بطولة أمم أوروبا 2020                 |
| غير مرتب | لويس دياز         | كولومبيا             | البرازيل                    | 1–0   | كوبا أمريكا 2021                      |
| غير مرتب | غوتييه هاين       | أوكسير               | نيور                        | 3–0   | الدوري الفرنسي الدرجة الثانية 2020–21 |
| غير مرتب | فالينتينو لازارو  | بوروسيا مونشنغلادباخ | باير ليفركوزن               | 3–4   | الدوري الألماني 2020–21               |
| غير مرتب | رياض محرز         | الجزائر              | زيمبابوي                    | 2–0   | تصفيات كأس الأمم الأفريقية 2021       |
| غير مرتب | ساندرا أوسو-أنسا  | سبريم ليديز          | كوماسي سبورتس أكاديمي ليديز | 1–1   | الدوري الغاني الممتاز 2020–21         |
| غير مرتب | فانجيليس بافليديس | فيلم 2 تيلبورغ       | فورتونا سيتارد              | 1–0   | الدوري الهولندي الممتاز 2020–21       |
| غير مرتب | دانييلا سانشيز    | كيريتارو             | أتلتيكو سان لويس            | 3–2   | الدوري المكسيكي الممتاز 2021          |
| غير مرتب | كارولين وير       | مانشستر سيتي         | مانشستر يونايتد             | 3–0   | الدوري الإنجليزي الممتاز 2020–21      |

## الإحصائيات

### أكثر البلدان فوزاً
| البلد          | مرات الفوز | السنوات    |
| -------------- | ---------- | ---------- |
| البرازيل       | 2          | 2011، 2015 |
| البرتغال       | 1          | 2009       |
| تركيا          | 1          | 2010       |
| سلوفاكيا       | 1          | 2012       |
| السويد         | 1          | 2013       |
| كولومبيا       | 1          | 2014       |
| ماليزيا        | 1          | 2016       |
| فرنسا          | 1          | 2017       |
| مصر            | 1          | 2018       |
| المجر          | 1          | 2019       |
| كوريا الجنوبية | 1          | 2020       |

### أكثر اللاعبين ترشّحاً
| اللاعب              | عدد الترشيحات |
| ------------------- | ------------- |
| ليونيل ميسي         | 7             |
| نيمار               | 5             |
| زلاتان إبراهيموفيتش | 4             |

## وصلات خارجية
- الموقع الرسمي
- قائمة الفائزين في النسخ السابقة